# خصوصی‌سازی در ایران
خصوصی‌سازی کارخانه دولتی به معنی فروش سهام کارخانه‌های دولتی مانند ذوب‌آهن، بانک‌ها، و غیره به افراد خصوصی است. واژه خصوصی‌سازی از ادبیات اقتصاد آلمان می‌آید در دوره ناسیونال سوسیالیسم. وارونه این عمل خصوصی‌سازی دوباره است بدین معنی است که کارخانه‌های خصوصی زیرکنترل دولت درآید.
در تاریخ ۶ دی ۱۳۸۹ خورشیدی، مجلس شورای اسلامی ایران اعلام کرد که «تنها ۱۳٫۵٪ روند خصوصی‌سازی از سال ۱۳۸۴ تاکنون حقیقی بوده و بقیه به شرکت‌های شبه‌دولتی واگذار شده‌است». بر اساس این گزارش ۸۶٪ همه واگذاری‌ها به‌منظور خصوصی‌سازی، از شرکت‌های دولتی به شرکت‌های شبه‌دولتی بوده‌است.
بنابر برنامه پنج‌سالانهٔ چهارم توسعه اقتصادی (۲۰۰۵–۲۰۱۰)، سازمان خصوصی‌سازی ایران وابسته به وزارت امور اقتصادی و دارایی وظیفه تعیین قیمت‌ها و واگذاری سهام به عموم مردم و بورس اوراق بهادار تهران را بر عهده دارد. تلاش برای خصوصی‌سازی بیشتر توسط اعضای اصلاح‌طلب دولت و جامعه پشتیبانی می‌شود، به این امید که خصوصی‌سازی بتواند تغییرات اقتصادی و اجتماعی ایجاد کند.
در سال ۱۳۸۵، رهبر عالی سید علی خامنه‌ای از مقامات دولتی خواست که اجرای سیاست‌های مشخص شده در متمم ماده ۴۴ را تسریع کرده و به سمت خصوصی‌سازی اقتصاد حرکت کنند. خامنه ای همچنین پیشنهاد کرد که حقوق مالکیت باید در دادگاه‌هایی که توسط وزارت دادگستری تأسیس شده‌است، محافظت شود، این نیز به این امید که با این حمایت جدید امنیت بیشتری ایجاد شود و سرمایه‌گذاری خصوصی تشویق شود. باوجود این اظهارات، حمایت رسمی واقعی از خصوصی‌سازی به دلایل سیاسی بسیار کند است.
قرار است حدود ۸۰ درصد مالکیت شرکت‌های موضوع اصل ۴۴ قانون اساسی به مالکیت عمومی منتقل شوند که ۴۰ درصد آن از طریق طرح «سهام عدالت» و ۴۰ درصد دیگر از طریق بورس اوراق بهادار تهران خواهد بود. دولت مالکیت ۲۰ درصد باقی مانده را حفظ خواهد کرد.
بسیاری بر این باورند که اگر سازمان‌های دولتی کنونی خصوصی شوند، آن‌ها باید کارآمدتر شوند. اکنون شمار بسیاری از کارمندان غیرضروری که برای کاهش بیکاری، در دولت استخدام شده‌اند، سودرسانی بالایی ندارند. به‌علاوه، به فعالیت بسیاری از این شرکت‌ها از درآمد نفت یارانه و کمک‌های دولتی داده می‌شود. خصوصی‌سازی واقعی به‌طور حتم منجر به کاهش مشاغل و اخراج گسترده کارکنان خواهد شد.
در طرح خصوصی‌سازی کنونی عرضه اولیه پنج درصد از شرکت‌ها مطرح شده‌است. این پنج درصد عمومی، قیمت پایه بازار را برای عرضه‌های آینده تعیین می‌کند. بنابر مطالعه‌ای که صندوق بین‌المللی پول در ۱۸ کشور انجام داده‌است، خصوصی‌سازی سالانه ۲ درصد به تولید ناخالص داخلی دولت اضافه می‌کند.

## قانون اساسی ایران
مطابق اصل ۴۴ قانون اساسی ایران، اقتصاد ایران متشکل از سه بخش دولتی، تعاونی و خصوصی است، و قرار است براساس برنامه‌ریزی منظم و صحیح باشد.
- بخش دولتی شامل کلیه صنایع بزرگ، تجارت خارجی، مواد معدنی عمده، بانکداری، بیمه، تولید برق، سدها و شبکه‌های آبیاری در بزرگ، رادیو و تلویزیون، خدمات پست، تلگراف و خدمات تلفنی، هواپیمایی، ترابری، جاده‌ها، راه‌آهن و مانند آن؛ همه این‌ها مالکیت عمومی خواهند داشت و توسط دولت اداره خواهند شد.
- بخش تعاونی مطابق با موازین اسلامی، شامل شرکت‌های تعاونی و شرکت‌های مربوط به تولید و توزیع در مناطق شهری و روستایی است.
- بخش خصوصی متشکل از فعالیت‌هایی است که مربوط به ساخت و ساز، کشاورزی، دامپروری، صنعت، تجارت و خدمات است که فعالیت‌های اقتصادی بخش‌های دولتی و تعاونی را تکمیل می‌کند.

تفسیر دقیق موارد فوق هرگز در جمهوری اسلامی اعمال نشده‌است و بخش خصوصی توانسته‌است نقشی بسیار بزرگتر از آنچه در قانون اساسی آمده‌است را ایفا کند. در سالهای اخیر، نقش بخش خصوصی بیشتر افزایش یافته‌است. بعلاوه، با متمم ماده در سال ۲۰۰۴، قرا است ۸۰ درصد از دارایی‌های دولت خصوصی شود.

## اصل سوم انقلاب شاه و مردم
در ۶ بهمن ۱۳۴۱ در چهارچوب انقلاب شاه و مردم اصل سوم یا فروش سهام کارخانه‌های دولتی برای پشتوانه اصلاحات ارضی به تصویب رسید. با اجرای این اصل به جز صنایع مادر و ملی‌شده همانند راه‌آهن، نیرو، اسلحه‌سازی و غیره که در مالکیت دولت برجای ماند، ۵۵ کارخانه قند، نیشکر، پارچه‌بافی، چوب، سیمان، مواد غذایی، پنبه، ابریشم‌بافی و غیره به شرکت‌های سهامی واگردان شدند و شرکت سهامی کارخانه‌های ایران را تشکیل دادند. سهام شرکت سهامی کارخانه‌های ایران از سوی بانک کشاورزی به فروش رفت. این کار یا خصوصی‌سازی کارخانه‌های دولتی در ایران سبب شد که همه مردم با درآمد متوسط و کم بتوانند سهام کارخانه‌ها را خریداری کنند و بخش بزرگی از کارخانه‌های دولتی به مردم عادی فروخته شد.
با اجرای این اصل از یک سوی سهام کارخانه‌های دولتی به جای پول نقد و اوراق قرضه به مالکان بزرگ، بابت بهای املاک خریداری شده از آنان، واگذار شد و این امر از رکود سرمایه‌ها یا سرمایه‌گذاری در معامله‌های ناسالم جلوگیری کرد. از سوی دیگر فروش سهام کارخانه‌ها سبب شد که این واحدها به شرکت سهامی در آیند و همه مردم از سرمایه‌دار و بازرگان و کارگر و کشاورز و کارمند دولت و غیره بتوانند در آن‌ها سهیم شوند و بدین ترتیب هم از بهره سهام استفاده مالی می‌برند و هم در گسترش صنعتی و تولید و اقتصاد کشور سهیم می‌شوند.

### انقلاب ایران و جنگ ایران و عراق (۱۹۷۹–۱۹۸۸)
در ژوئیه سال ۱۹۷۹، شش ماه پس از پیروزی انقلاب، ۲۸ بانک خصوصی که ۴۳٫۹ درصد از کل دارایی همه بانک‌های ایرانی در اختیار داشتند، توسط دولت ملی اعلام شدند. در همان زمان، کلیه صنایع خودروسازی، مس، فولاد و آلومینیوم و همچنین دارایی‌های ۵۱ سرمایه‌دار و صنعتگر بزرگ و خویشاوندان بعدی آن‌ها توسط دولت ملی اعلام شد. در سال ۱۹۸۲، بنیاد مستضعفان انقلاب اسلامی به تنهایی صاحب ۲۰۳ کارخانه تولیدی و صنعتی، ۴۷۲ زمینه بزرگ کشاورزی، ۱۰۱ شرکت بزرگ ساختمانی، ۲۳۸ شرکت تجاری و خدماتی و ۲۷۸۶ قطعه بزرگ املاک و مستغلات شد.
بلافاصله پس از آغاز جنگ ایران و عراق بیش از ۸۰٪ اقتصاد ایران تحت کنترل دولت درآمد. این امر مشکلات عدیده‌ای را برای ایران به وجود آورد، زیرا شرکت‌های پیشین که پیش‌تر قابلیت رقابت بین‌المللی را داشتند (مانند ایران ایر یا ایران خودرو) به شرکت‌های داخلی تبدیل شدند که به سختی می‌توانستند بدون یارانه‌های عظیم دولتی کار کنند. یارانه‌ای که بیشتر از درآمد نفت حاصل می‌شود.

### دولت رفسنجانی (۱۹۹۷– ۱۹۸۹)
پس از جنگ ایران و عراق در سال ۱۹۸۸، دولت ایران قصد خود را برای خصوصی‌سازی بیشتر صنایع دولتی در تلاش برای کمک به رشد اقتصاد بیمار کشور اعلام کرد. فروش کارخانه‌ها و شرکت‌های دولتی به کندی پیش رفت، (بیشتر به دلیل مخالفت در مجلس)، و بیشتر صنایع در اوایل قرن ۲۱ (۷۰٪ اقتصاد در سال ۲۰۰۶) همچنان در اختیار دولت بودند. بیشتر صنایع سنگین - از جمله فولاد، پتروشیمی، مس، خودرو و ماشین‌آلات - متعلق به بخش دولتی بود، در حالی که بیشتر صنایع سبک خصوصی بودند.

### دولت خاتمی (۱۹۹۷–۲۰۰۵)
در سال ۲۰۰۴، به ریاست محمد خاتمی اصلاح‌طلب، تلاش‌های بسیاری برای از میان بردن نقش دولت انجام شد: بورس اوراق بهادار تهران دوباره راه‌اندازی و سازوکار تجارت سهام شرکت‌های دولتی امکان‌پذیر شد. برخی از عناصر قانون اساسی (ماده ۴۴) که مقرر می‌داشت زیرساخت‌های اصلی باید تحت مالکیت دولت باقی بمانند حذف شدند، و بانک‌های خصوصی راه اندازی شدند.
با وجود برنامه‌هایی برای فروش میلیاردها دارایی دولتی به بخش خصوصی، جذب بسیار کند بود. یک انتقاد رایج به خصوصی‌سازی با انتقال سهام به سرمایه گذاران این بود که تنها خود سازمان‌های دولتی ایران قادر به خرید بلوک‌های سهام بزرگ هستند. همچنین تحلیلگران ترس بین‌المللی در مورد برنامه هسته‌ای ایران و عدم وجود شفافیت و گزارش اطلاعات را علت عدم خرید بالای دارایی‌های دولت می‌دانند. در سال ۲۰۰۵، ایران تلاش کرد ۲٫۵ میلیارد دلار از دارایی‌های دولت را بفروشد اما موفق به فروش کمتر از ۳۰ درصد این مقدار شد. اکنون، حداقل ۲۰ درصد از شرکت‌هایی که برای فروش ارزان قیمت در نظر گرفته شده‌اند رسماً زیان ده هستند. در حالی که بقیه در سال‌های اخیر به‌طور متوسط ۵٫۵ درصد سود کسب کرده‌اند، این رقم انگیزه‌های سیاسی و اقتصادی گسترده و حمایت‌های انحصاری مورد استفاده آن‌ها را در نظر نمی‌گیرد.

### دولت احمدی‌نژاد (۲۰۰۵–۲۰۱۳)
در ژوئیه ۲۰۰۶، خامنه‌ای، رهبر عالی انقلاب، تلاشی دوباره برای خصوصی‌سازی اقتصاد را صادر کرده و در دستور خود گفت: «واگذاری ۸۰ درصد سهام شرکت‌های بزرگ به منظور توسعه اقتصادی، عدالت اجتماعی و رفع فقر است.» این مصوبه همچنین تلاشی برای احیای برنامه خصوصی‌سازی متوقف شده ایران و بهبود بسیاری از صنایع غیررقابتی کشور است که به شدت به آن‌ها یارانه‌دهی می‌شود.
در فوریه ۲۰۰۸، ایران اعلام کرد که ۳ بانک سرمایه‌گذاری تازه تأسیس (شرکت تأمین سرمایه امین، بانک اقتصاد نوین و بانک پاسارگاد) پذیره‌نویسی سهام را بر عهده خواهند گرفت و به عنوان واسطه میان سازمان خصوصی‌سازی و بورس سهام عمل می‌کنند و به ایران کمک می‌کنند تا شرکت‌های دولتی را واگذار کند.
نزدیک به ۳۷۰ تریلیون ریال سهام شرکت‌های مشمول اصل ۴۴ قانون اساسی از سال ۲۰۰۶ تا ۲۰۰۹ به بخش خصوصی فروخته شده‌است. ارزش دارایی‌های دولت میان ۱۰۰۰ تا ۱۱۰۰ تریلیون ریال (۱۱۰ میلیارد دلار) است که یک سوم آن به بخش خصوصی واگذار شده‌است (دسامبر ۲۰۰۸).
در سال ۲۰۰۹ گزارش شد که ۳۰ درصد از درآمد حاصل از واگذاری مالکیت نهادهای دولتی در چارچوب اصل ۴۴ قانون اساسی به تعاونی‌های سرتاسر کشور اختصاص می‌یابد.
از سال ۲۰۰۹، دولت ایران ۶۳ میلیارد دلار از سهام خود در شرکت‌های دولتی را خصوصی کرده‌است. فروش این سهام موجب شده مالکیت مستقیم دولت از تولید ناخالص داخلی از ۸۰٪ به ۴۰٪ برسد. با این حال، خصوصی‌سازی از طریق بورس اوراق بهادار تهران منجر به فروش بنگاه‌های دولتی به دیگر بازیگران دولتی مانند صندوق‌های بازنشستگی شده‌است.
دولت ایران در سال ۲۰۱۰ اعلام کرد که قصد دارد با خصوصی‌سازی بیش از ۵۰۰ شرکت دولتی ۱۲٫۵ میلیارد دلار درآمد داشته باشد. پولی که از طریق خصوصی‌سازی بنگاه‌ها جمع می‌شود صرف پرداخت بدهی‌های دولت خواهد شد.

### دولت روحانی (۲۰۱۳–۲۰۲۱)
ارزش سهام خصوصی‌شده به طریق عرضه اولیه از سال ۲۰۰۱ تا ۲۰۱۵
دولت ایران قرار بود ۲۷ شرکت بسیار بزرگ، ۷۶ شرکت بزرگ، ۳۱ شرکت متوسط و ۳۱ شرکت با اندازه‌های دیگر را در سال ۲۰۱۴ خصوصی کند. شرکت‌های بسیار بزرگ آن شرکت‌هایی هستند که ارزش سهام آن‌ها بیش از ۱۰ تریلیون ریال (حدود ۴۰۳ میلیون دلار) است و شرکت‌های بزرگ آن‌هایی هستند که ارزش سهام آن‌ها بیش از یک تریلیون ریال (حدود ۴۰ میلیون دلار) است. در نوامبر ۲۰۱۴، ارزش سهام منتقل شده در ۱٫۵ سال ذکر شده (حدود ۹٫۲ میلیارد دلار) برابر است با ارزش سهام منتقل شده از زمان تأسیس سازمان در ۱۲٫۵ سال پیش.
از سال ۲۰۱۶، در مورد خصوصی‌سازی‌های انجام شده با عرضهٔ اولیه، ۲۵٪ از اینگونه سهم‌ها به سازمان بازنشستگی کارمندان دولت، ۱۵٪ به صندوق بیمه اجتماعی کشاورزان، دهیاران و عشایر و ۲۵٪ به سازمان تأمین اجتماعی و تنها ۵٪ به بخش خصوصی واقعی واگذار شده‌است.
سال‌هاست که دولت قصد خصوصی‌سازی ۸۰٪ از کل نیروگاه‌های کشور را داشته‌است. حمید چیتچیان، وزیر وقت انرژی، گفته‌است که تا ۱۷ اوت ۲۰۱۷، ۵۵ درصد از کل نیروگاه‌ها، خصوصی‌سازی را به پایان رسانده‌اند. هدف این کشور انعقاد قراردادهای بین‌المللی برای کمک به جذب سرمایه‌های مورد نیاز است.

## طرح «سهام عدالت»
دولت طرحی را برای ارائه سهام به خانواده‌های کم درآمد و فقیرترین خانواده‌ها تصویب کرده‌است. بر اساس طرح "سهام عدالت"، میلیون‌ها خانواده ایرانی سهام شرکت‌های دولتی را دریافت می‌کنند که قیمت سهام آن‌ها طی ۲۰ سال، از سود حاصل از آن سهم‌ها بازپرداخت می‌شود. این پروژه مطابق با قول انتخاباتی رئیس‌جمهور محمود احمدی‌نژاد برای بهبود شرایط فقیران ایران است. احمدی‌نژاد در ژوئیه ۲۰۰۵ وعده توزیع سهام میان خانواده‌های ایرانی را داد و افزود این سهام از شرکت‌های دولتی خواهد بود که بایستی خصوصی شوند. در سال ۲۰۱۴ارزش سهام عدالت ۳۶ میلیارد دلار ارزیابی شده‌است.

### پیاده‌سازی
در سال ۲۰۲۰ سهام‌داران این گزینه جدید را دارند که یا مستقیماً مالکیت سهام خود را به دست آورند و آن را در بورس اوراق بهادار بفروشند یا اجازه دهند شرکت‌های سرمایه‌گذاری مانند گذشته پرتفوی خود را مدیریت کنند. سبد سهام عدالت شامل ۴۹ شرکت دولتی در بخش‌های خودرو، فلز، معدن و کشاورزی، پتروشیمی و بانکی است.

## انتقاد
موج خصوصی‌سازی در ایران به دلایل مختلف مورد انتقاد هم رهبران کارگری و هم تجاری قرار گرفته‌است. برخی از ناظران استدلال می‌کنند که این «خصوصی‌سازی» از برنامه‌های توزیع کوپن در روسیه و چکسلواکی در دهه ۱۹۹۰ الگوبرداری شده‌است، که حداقل در مورد روسیه منجر به ظهور الیگارش‌های تجاری شد. وزارت امور اقتصادی و دارایی ایران اعلام کرد که در حال تشکیل کمیته ویژه‌ای برای تسهیل روند تجارت سهام عدالت در بورس اوراق بهادار است.

## قوانین ناظر بر خصوصی‌سازی
- قانون تأسیس شرکت سهامی کارخانه‌های ایران و فروش سهام - مصوب ۳ امرداد ۱۳۴۴
- قانون تکمیلی قانون سهیم‌کردن کارگران در منافع کارگاه‌های صنعتی و تولیدی - مصوب ۱۹ آذر ۱۳۴۸
- قانون راجع به اضافه‌کردن چند تبصره به مواد قانون سهیم‌کردن کارگران - مصوب ۱۷ خرداد ۱۳۴۳
- قانون سهیم‌کردن کارکنان شرکت‌های وابسته به وزارت آب و برق در سرمایه‌گذاری و سود شرکت‌های مزبور - مصوب ۱۸ خرداد ۱۳۴۹